# اس‌ام‌اس کونیش ویلهلم
اس‌ام‌اس کونیش ویلهلم (به انگلیسی: SMS König Wilhelm) یک کشتی بود که طول آن ۱۱۲٫۲۰ متر (۳۶۸٫۱ فوت) بود. این کشتی در سال ۱۸۶۸ ساخته شد.